# وزة خرجاء
الوزة الخرجاء  أو الإوز الثرثار طائر مائي يعيش في المناطق الساحلية في شمال أستراليا ومناطق السافانا في جنوب غينيا الجديدة، وهو نوع فريد من رتبة الإوزيات، ويتبع فصيلة مستقلة عن الطيور المائية الأخرى، والإوز الثرثار طائر مقيم (لا يهاجر) في شمال أستراليا وجنوب غينيا الجديدة.

## الوصف

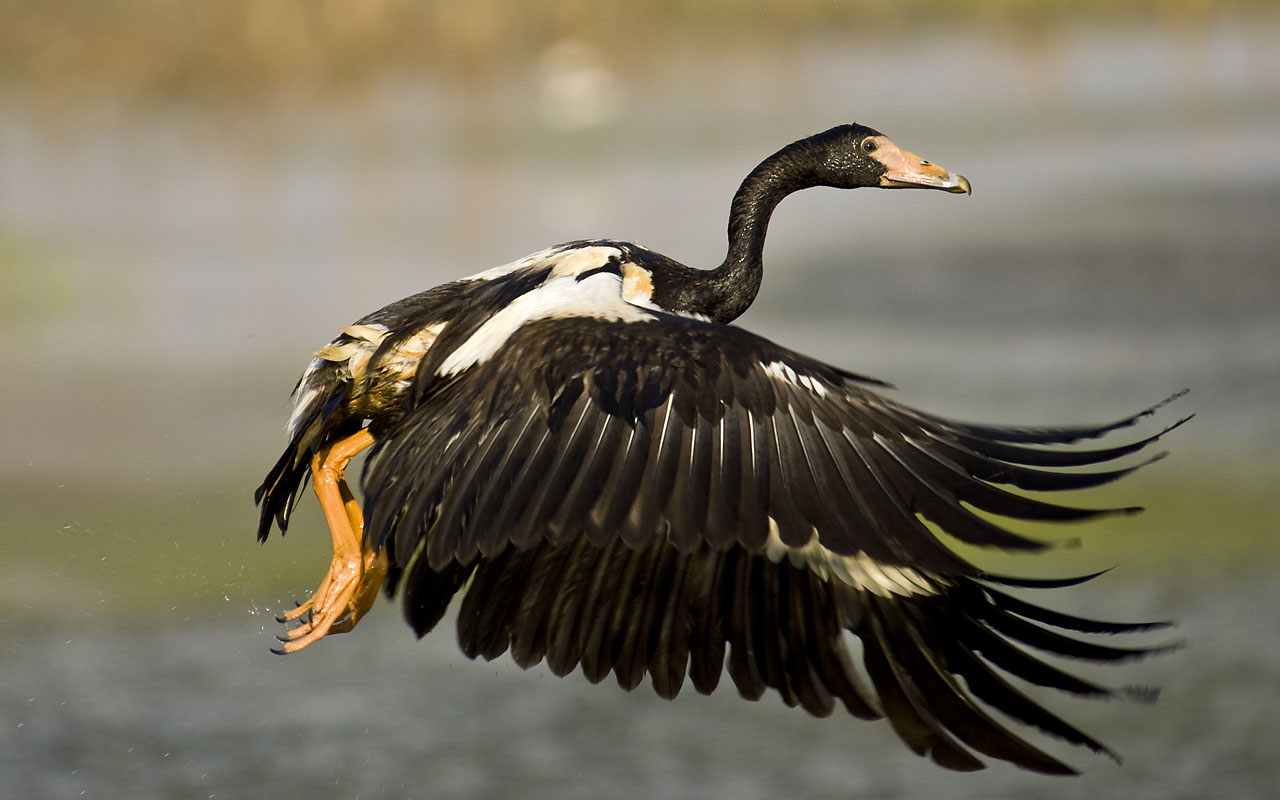
إوز ثرثار يطير

يمكن تمييز الإوز الثرثار عن غيره من الطيور بسهولة، وذلك من خلال ريشه الأبيض والأسود ورجليه الصفراوتين.
تحتوي أقدامه على أوتار أو أغشية بين الأصابع تساعده على السباحة، مع أنه يأكل وهو في الماء وكذلك وهو على اليابسة، وذكوره أكبر حجما من إناثه، وعلى عكس الإوز العادي، يتساقط ريش الإوز الثرثار تدريجيا، ولا يوجد عنده فترة لا يستطيع فيها الطيران، أما بالنسبة لصوته فهو صوت عال كصوت المزمار.

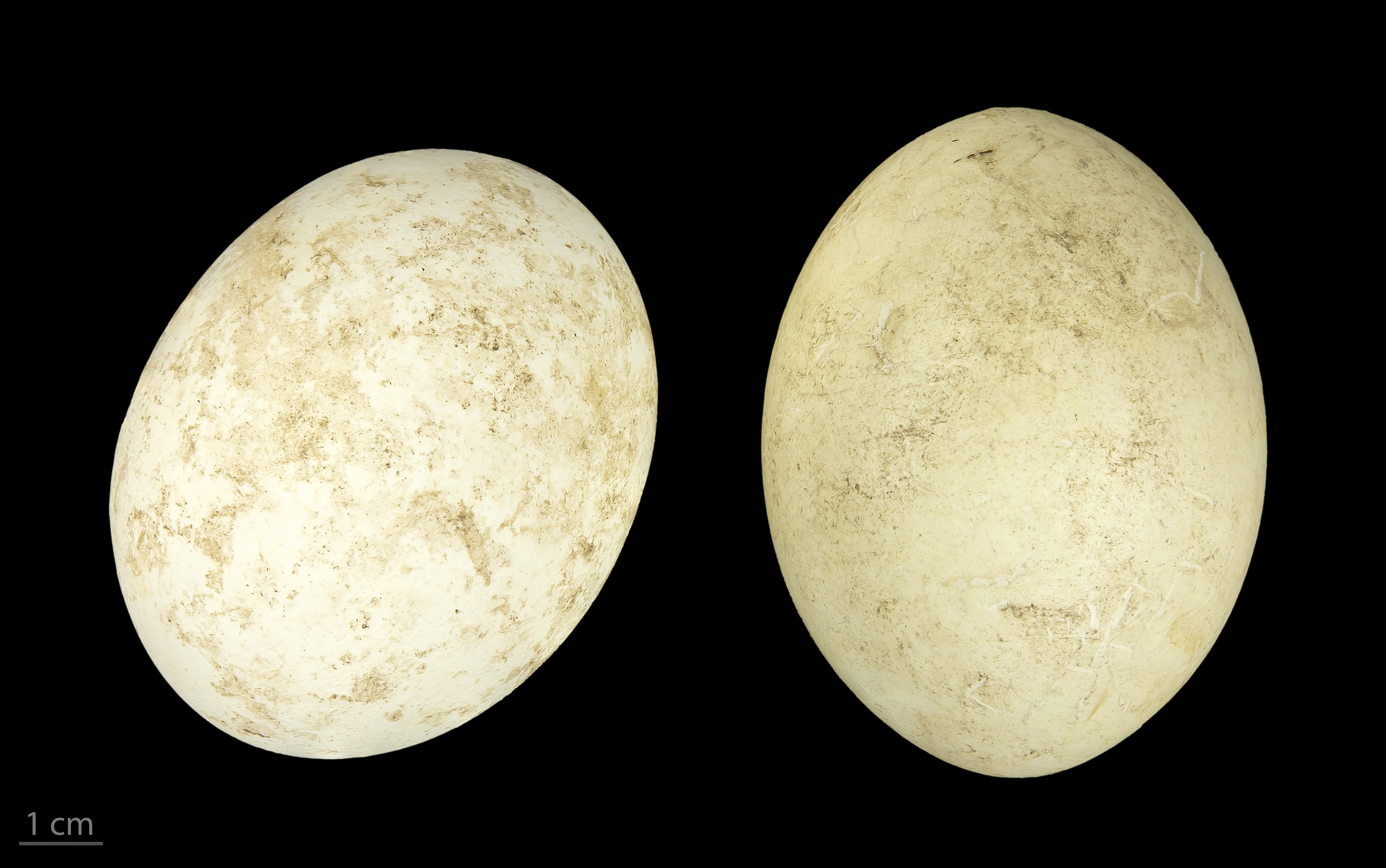
Anseranas semipalmata

## الخصائص العامة
يوجد الإوز الثرثار في العديد من المناطق الرطبة المفتوحة كالسهول الفيضية والمستنقعات، وهو كثير الجلوس وقليل الحركة في مواسم الجفاف، وهو طائر يعيش في مستعمرات ويكون اجتماعيا خارج مواسم التزاوج، التي يمكن أن تتكون فيها مجموعات كبيرة ومزعجة تتكون من بضعة آلاف من الأفراد.
توجد أعشاش هذه الطيور على الأرض، وتقوم الإناث بوضع خمس بيضات إلى أربع عشرة بيضة غالبا. بعض الذكور يتزاوجون مع أنثيين اثنتين، ويقومون جميعا بتربية الصغار، على عكس طيور أخرى لا تتزوج إلا زوجا واحدا، وهذا الشكل من الزواج يضمن حماية الأفراد الصغيرة، إذ تتعرض الصغار للافتراس أكثر من الكبار، وعندما يكون هناك عدة أفراد يحمونها فإنها تكون أكثر أمانا.